# Ilir Azemi
Ilir Azemi (n. Pristina, 21 de febrero de 1992) es un ex-futbolista kosovar que jugaba en la demarcación de delantero.

## Biografía
Empezó su carrera deportiva en el Motor Gispersleben cuando aun era un niño. En 2007, con 15 años, el SpVgg Greuther Fürth se hizo con sus servicios, y mandando a Azemi al equipo de la cantera. En su primera temporada jugó un total de 24 partidos y marcó cuatro goles. En la siguiente temporada, ya en el club sub-19, jugó 23 partidos y marcó diez goles, logro que le hizo subir al equipo B, donde jugó en dos partidos en 2010. En la temporada 2011/2012 jugó 35 partidos y marcó quince goles, convirtiéndose en el quinto mayor goleador de la temporada en la Regionalliga Süd. En la siguiente temporada, Azemi subió al primer equipo, jugando la pretemporada y marcando 16 goles, convirtiéndose en el máximo goleador de la pretemporada de la Bundesliga, por delante del segundo clasificado, Vedad Ibišević. Además renovó su contrato con el equipo hasta 2015, con opción de extenderlo.
El 7 de agosto de 2014 sufrió un accidente de coche, quedando en estado grave.

## Selección nacional
La selección de fútbol sub-21 de Albania mostró su interés por Azemi para que formase parte del equipo nacional. Pero Azemi rechazó la oferta, pero con la intención de formar parte de la selección absoluta en un futuro. El 5 de marzo de 2014 debutó en Kosovska Mitrovica con la selección de fútbol de Kosovo en un partido amistoso contra Haití. Aun así, en junio de 2014 Azemi reiteró su interés en jugar con Albania.

## Clubes
| Club                     | País     | Año         | Partidos | Goles |
| ------------------------ | -------- | ----------- | -------- | ----- |
| SpVgg Greuther Fürth II  | Alemania | 2010 - 2012 | 69       | 25    |
| SpVgg Greuther Fürth     | Alemania | 2012 - 2016 | 56       | 15    |
| Holstein Kiel (cedido)   | Alemania | 2017 - 2018 | 10       | 0     |
| FSV Wacker 90 Nordhausen | Alemania | 2018        | 8        | 1     |
| SV Seligenporten         | Alemania | 2020 - 2021 | 0        | 0     |

## Palmarés

### Campeonatos nacionales
| Título        | Club                 | País     | Año  |
| ------------- | -------------------- | -------- | ---- |
| 2. Bundesliga | SpVgg Greuther Fürth | Alemania | 2012 |